# Socialismo religioso
Socialismo religioso é um termo usado para descrever formas de socialismo que são baseadas em valores religiosos. O socialismo religioso, especificamente o de vertente cristã, foi o tipo de socialismo original que existiu no início do século XIX na Europa Ocidental, a partir do qual todas as outras vertentes se ramificaram.
Muitas das maiores religiões descobriram que as suas crenças acerca da sociedade humana, convergem com princípios e ideias socialistas. Como resultado, os movimentos socialistas religiosos desenvolveram-se dentro destas religiões.
Alguns desses movimentos são: socialismo budista, socialismo cristão, socialismo judaico e socialismo islâmico.

## Socialismo e religião

### Socialismo cristão
Ver: Socialismo cristão
Os ensinamentos de Jesus são freqüentemente descritos como socialistas. Há quem veja a igreja primitiva, como a descrita nos Atos dos Apóstolos, como uma forma primitiva de comunismo ligando Jesus como o primeiro comunista. Este vínculo seria destacado nos primeiros escritos de Karl Marx, onde afirmou que “Cristo é o intermediário perante o qual o homem descarrega toda a sua divindade, todos os seus laços religiosos, portanto o Estado é o mediador perante o qual ele transfere toda a sua impiedade, toda a sua liberdade humana”. O espírito marxista que visa a unidade reflete o ensino universalista cristão de que a humanidade é uma e que há apenas um deus que não discrimina as pessoas.

#### Utopia
No século XVI, o escritor inglês Thomas More, venerado na Igreja Católica como um santo, descreveu uma sociedade baseada na propriedade comum, em seu tratado Utopia, cujos líderes a administravam por meio da aplicação da razão. Vários grupos na Guerra Civil Inglesa apoiaram esta ideia, especialmente os Diggers que defendiam os ideais comunistas mas agrários. A atitude de Oliver Cromwell em relação a esses grupos era ambivalente e, na melhor das hipóteses, hostil.

#### Reino Celestial Taiping
Os participantes da Rebelião Taiping, que fundaram o Reino Celestial Taiping, são vistos pelo Partido Comunista da China como proto-comunistas. O Reino Celestial Taiping foi um estado oposicionista existente na China Imperial entre 1851 e 1864 estabelecido por Hong Xiuquan, um convertido ao cristianismo que se autoproclamou rei da nação e como o novo Messias, inclusive declarando-se como o segundo filho de Deus e irmão mais novo de Jesus Cristo.
No Reino Celestial, a propriedade privada foi abolida com a distribuição da terra, a sociedade foi declarada sem classes e os sexos foram declarados iguais, o ópio, a escravidão e a prostituição foram proibidos sob pena de morte.

#### Jim Jones e Jonestown
Jim Jones teve sua própria interpretação das idéias de Marx e Engels, assumindo uma atitude passiva em vez de promover uma revolta dos desprivilegiados. Jones usou passagens bíblicas para apoiar sua mensagem comunista, citando frequentemente o Novo Testamento. 
Portanto, não há justiça nesta sociedade, então ninguém pode ter uma dívida com a sociedade, e isso é uma lavagem cerebral que os ricos colocaram em suas cabeças, que devemos algo à sociedade. A única coisa que devemos à sociedade é se ela é uma sociedade socialista justa. Então você deve algo a ele. Se não, você não deve nada a ele.
Jones fundou Jonestown tentando construir uma comunidade rural autossustentável, uma tentativa que terminaria em massacre.

### Socialismo budista
O socialismo budista defende um socialismo baseado nos princípios do budismo, buscando acabar com o sofrimento, analisando as condições e eliminando suas principais causas por meio da práxis. Pessoas que foram descritas como socialistas budistas incluem Buddhadasa Bhikkhu, B. R. Ambedkar, S. W. R. D. Bandaranaike, Han Yong-un e Norodom Sihanouk.
Bhikkhu Buddhadasa acreditava que o socialismo é um estado natural, o que significa que todas as coisas existem juntas em um sistema. Han Yong-un sentia que a igualdade era um dos princípios fundamentais do budismo.

### Socialismo judaico
Ver: Socialismo judaico
Os judeus têm sido forças importantes na história do movimento trabalhista, direitos das mulheres, anti-racismo e anti-colonialismo e organizações anti-fascistas e anti-capitalistas na Europa, Estados Unidos, Argélia, Iraque, Etiópia e Israel.

### Socialismo islâmico
O socialismo islâmico incorpora princípios islâmicos ao socialismo. O termo foi cunhado por vários líderes muçulmanos para descrever uma forma mais espiritual de socialismo, destacando as semelhanças entre o sistema econômico islâmico e a teoria socialista, já que tanto o socialismo quanto o islamismo são contra a renda extra. Socialistas muçulmanos acreditam que os ensinamentos do Alcorão e de Maomé, especialmente o zakat, são compatíveis com os princípios do socialismo.
Em 2015, İhsan Eliaçık, dirigente da juventude do movimento Akıncı gençler (Jovens Cavaleiros), era considerado o ideólogo dos  muçulmanos anticapitalistas na Turquia.

#### Movimento Wäisi
Fundado por Bahawetdin Wäisev, o movimento Wäisi foi um movimento religioso, social e político que ocorreu no final do século XIX e no início do século XX no Tartaristão e em outras partes da Rússia povoadas por tártaros. As doutrinas Wäisi promoviam a desobediência à lei civil e à autoridade em favor do cumprimento do Alcorão e da Sharia. Os apoiadores do movimento evitaram o serviço militar e se recusaram a pagar o imposto ou portar um passaporte russo. O movimento também incorporou elementos de luta de classes e nacionalismo. O movimento Wäisi reuniu agricultores, artesãos e a pequena burguesia tártaros e gozou de grande popularidade em toda a região.

#### Muammar al-Gaddafi
Muammar al-Gaddafi descreveu sua versão do socialismo islâmico no Livro Verde. O Livro Verde rejeita a democracia liberal moderna, propondo, em vez disso, um tipo de democracia direta supervisionada pelo Comitê Geral do Povo.

#### Socialismo revolucionário somali
O Partido Socialista Revolucionário da Somália foi criado pelo regime militar de Siad Barre na República Democrática da Somália sob liderança soviética em 1976 como uma tentativa de reconciliar a ideologia oficial do estado com a religião oficial do estado, adaptando os preceitos marxistas às circunstâncias locais. A ênfase foi colocada nos princípios muçulmanos de progresso social, igualdade e justiça, que, de acordo com o governo, formavam o núcleo do socialismo científico e sua ênfase na autossuficiência, participação pública e controle popular, bem como propriedade direta dos meios de produção.